# Suisse orientale
La Suisse orientale est une grande région suisse située au nord des Alpes glaronaises. 

## Localisation
Elle correspond aux cantons de Schaffhouse, Appenzell Rhodes-Extérieures, Appenzell Rhodes-Intérieures, Thurgovie, Saint-Gall et Glaris. Le nord des Grisons est quelquefois considéré comme partie de la Suisse orientale.
Selon la classification de l'Office fédéral de la statistique, les cantons de la Suisse orientale forment avec celui des Grisons la grande région de Suisse orientale.

## Source
- (fr) Communiqué de presse mai 1999 Office fédéral de la statistique